# Liste der Bischöfe von Crediton
Der Bischof von Crediton ist ein Bischofstitel, der seit 1897 von einem Weihbischof der anglikanischen Diözese Exeter geführt wird. Von 909/912 bis 1050 war Crediton bereits einmal Bischofssitz, der Sitz wurde 1050 nach Exeter verlegt.

## Liste der Bischöfe
| Bischöfe von Crediton | Bischöfe von Crediton | Bischöfe von Crediton | Bischöfe von Crediton                                                                                              |
| Von                   | Bis                   | Inhaber               | Anmerkungen |
| --------------------- | --------------------- | --------------------- | --- |
| 909/912               | 934                   | Eadwulf (Aidolf)      | Entstanden aus der Aufteilung der Diözese Sherborne                                                                |
| 934                   | 953                   | Æthelgar              | |
| 953                   | 972                   | Ælfwald I.            | |
| 973                   | 977                   | Sideman               | |
| 977                   | 986                   | Ælfric                | |
| 986                   | 987                   | Ælfwald II.           | |
| 987                   | 1013                  | Ælfwald III.          | |
| 1013                  | 1027                  | Eadnoth               | |
| 1027                  | 1046                  | Lyfing                | |
| 1046                  | 1050                  | Leofric               | Leofric verlegte 1050 den Bischofssitz mit Zustimmung von Papst Leo IX. und König Eduard, den Bekenner nach Exeter |
|                       |                       |                       | |
| 1897                  | 1930                  | Robert Trefusis       | Neuer Bischof von Crediton als Weihbischof der Diözese Exeter                                                      |
| 1930                  | 1954                  | William Surtees       | |
| 1954                  | 1974                  | Wilfrid Westall       | |
| 1974                  | 1984                  | Philip Pasterfield    | |
| 1984                  | 1996                  | Peter Coleman         | |
| 1996                  | 2004                  | Richard Hawkins       | Früherer Bischof von Plymouth                                                                                      |
| 2004                  | 2012                  | Bob Evens             | Im Ruhestand ab 31. Oktober 2012                                                                                   |
| 2012                  | 2015                  | Nick McKinnel         | Berufen nach Plymouth am 19. April 2015                                                                            |
| 2015                  | 2018                  | Sarah Mullally        | Geweiht am 22. Juli 2015; berufen nach London am 8. März 2018                                                      |
| 2018                  | 2025                  | Jackie Searle         | Geweiht am 27. September 2018                                                                                      |
| Quellen:              |                       |                       | |